# Senátní obvod č. 62 – Prostějov
Senátní obvod č. 62 – Prostějov je podle zákona č. 247/1995 Sb. tvořen celým okresem Prostějov a západní částí okresu Přerov, ohraničenou na východě obcemi Brodek u Přerova, Rokytnice a Troubky.
Současným senátorem je od roku 2024 František Jura.

## Senátoři

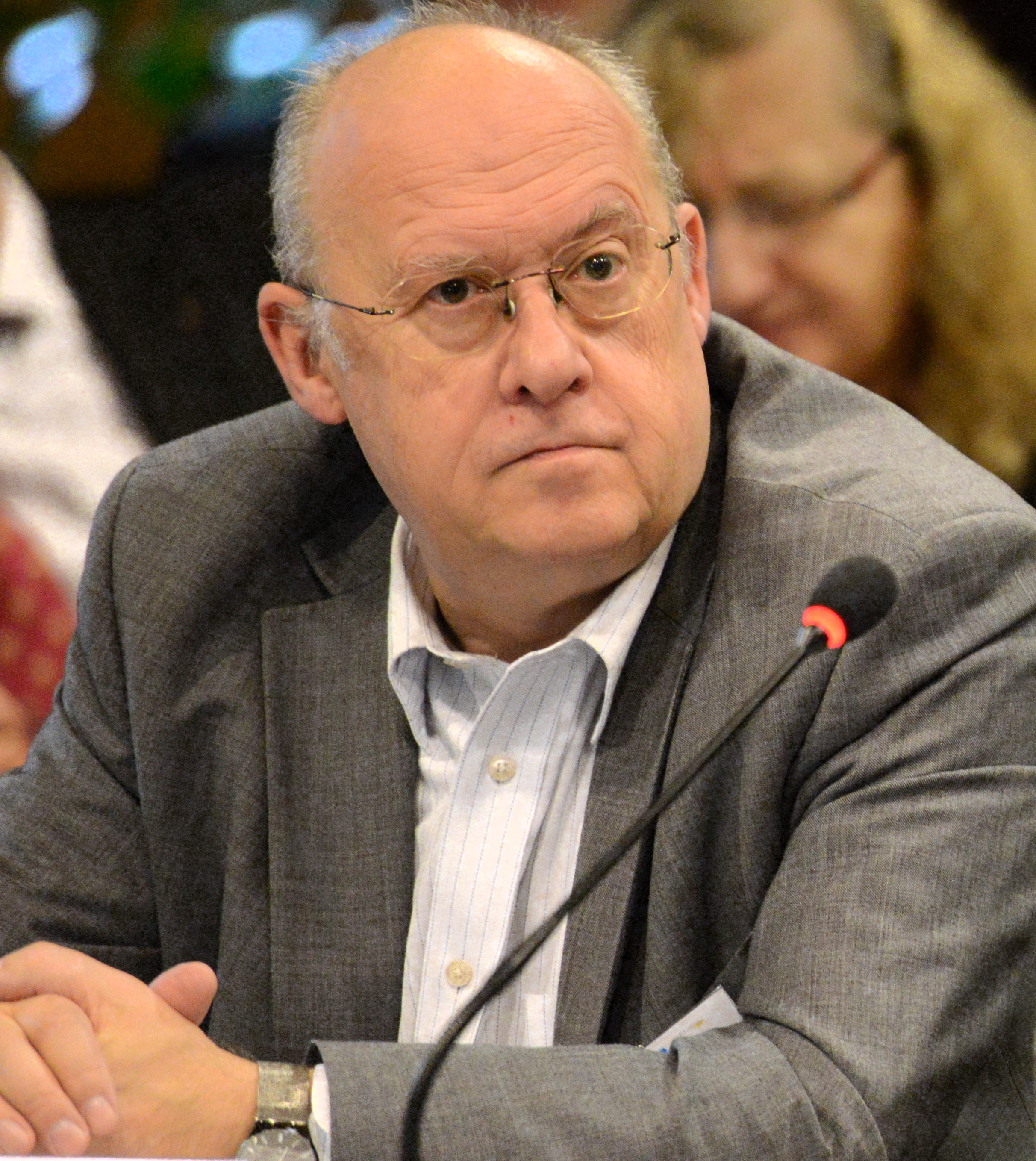
Jan Kavan
Robert Kolář
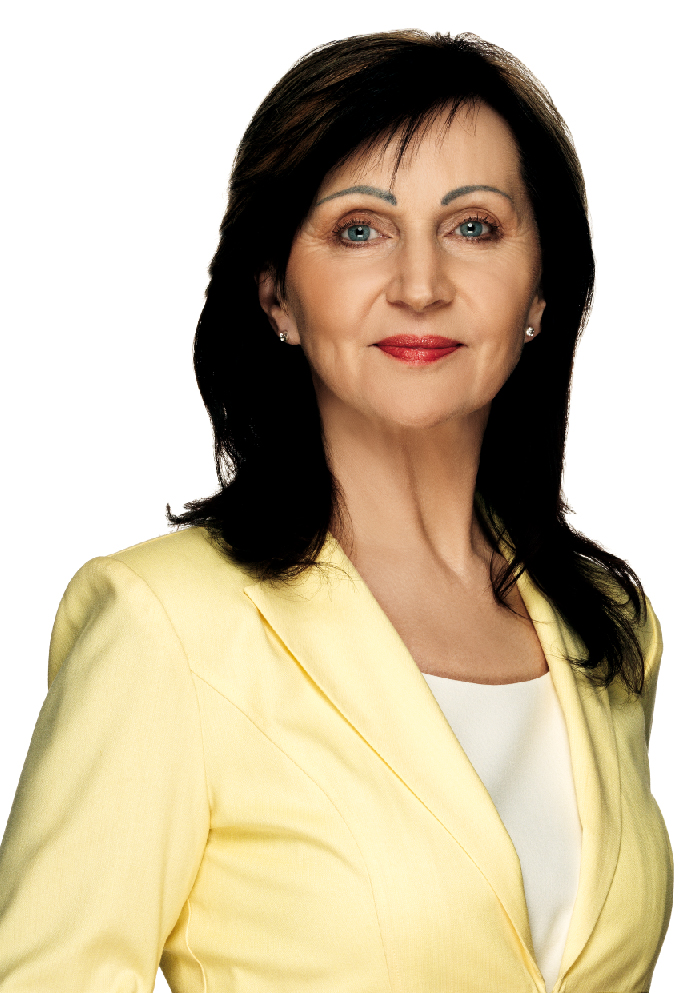
Božena Sekaninová
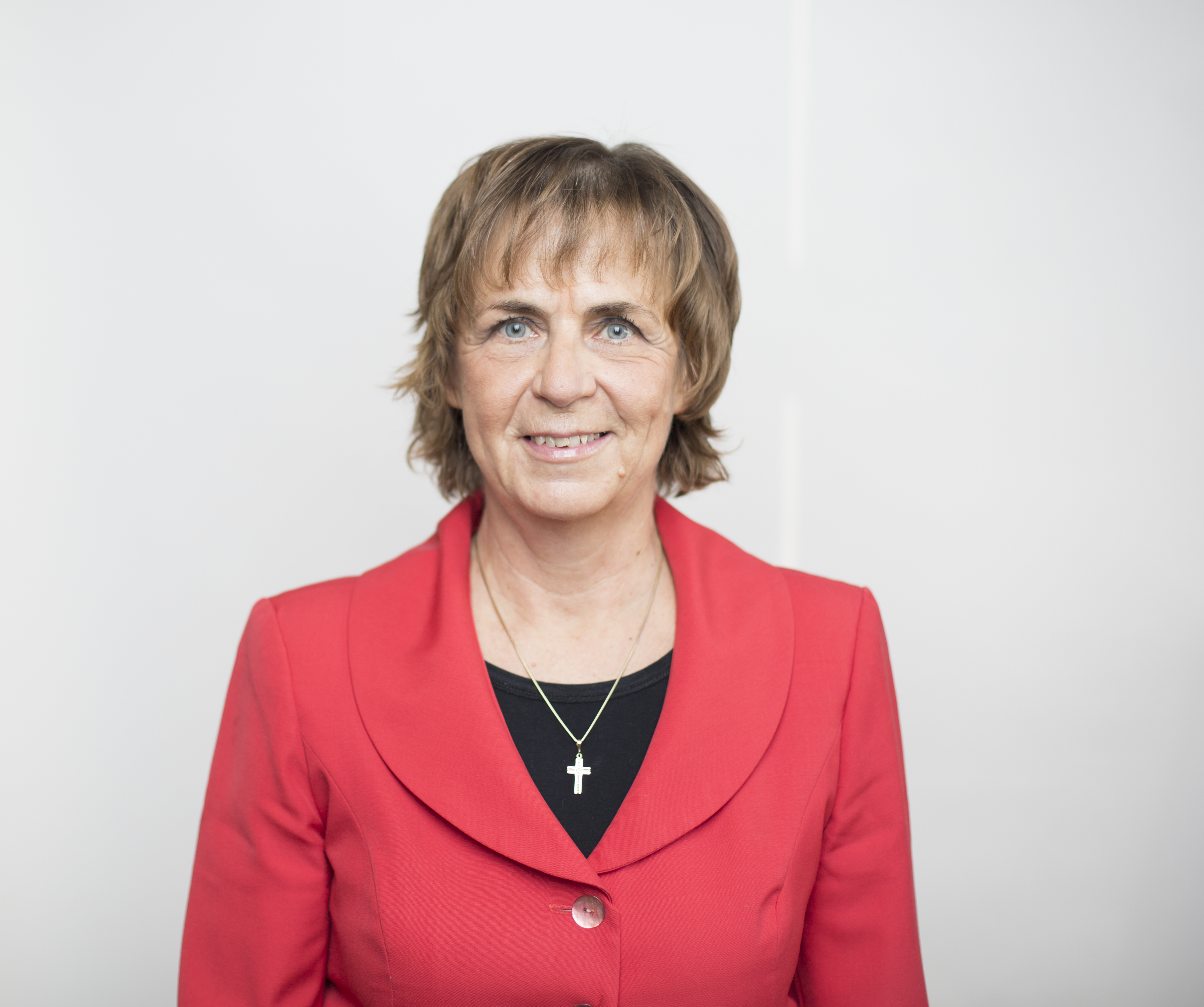
Jitka Chalánková
František Jura

| Volby | Volby | Senátor                        | Volební strana | Navrhující strana | Politická příslušnost | Odkaz  |
| ----- | ----- | ------------------------------ | -------------- | ----------------- | --------------------- | ------ |
|       | 1996  | Jan Kavan                      | ČSSD           | ČSSD              | ČSSD                  | profil |
|       | 2000  | Ing. Robert Kolář              | 4KOALICE       | US                | US-DEU                | profil |
|       | 2006  | Božena Sekaninová              | ČSSD           | ČSSD              | ČSSD                  | profil |
| 2012  |       | Božena Sekaninová              | ČSSD           | ČSSD              | ČSSD                  | profil |
|       | 2018  | MUDr. Jitka Chalánková         | NK             | NK                | BEZPP                 | profil |
|       | 2024  | Mgr. František Jura MBA, LL.M. | ANO            | ANO               | ANO                   |        |

## Volby

### Rok 1996
| Kandidát | Kandidát                      | Volební strana | Navrhující strana | Politická příslušnost | Počet hlasů (1. kolo) | %     | Počet hlasů (2. kolo) | %     |
| -------- | ----------------------------- | -------------- | ----------------- | --------------------- | --------------------- | ----- | --------------------- | ----- |
|          | Jan Kavan                     | ČSSD           | ČSSD              | ČSSD                  | 8 653                 | 24,69 | 18 070                | 53,85 |
|          | Ing. Jan Tesař                | ODS            | ODS               | ODS                   | 10 385                | 29,63 | 15 487                | 46,15 |
|          | PhDr. Václav Kolář            | ODA            | ODA               | BEZPP                 | 8 255                 | 23,55 | —                     | —     |
|          | Bohumil Přikryl               | KSČM           | KSČM              | KSČM                  | 5 017                 | 14,32 | —                     | —     |
|          | Ing. Vladimír Procházka, CSc. | MSLK_96        | MOR_SLEZ          | ČMUS                  | 2 042                 | 5,83  | —                     | —     |
|          | Petr Hanzlík                  | RS             | RS                | BEZPP                 | 695                   | 1,98  | —                     | —     |

### Rok 2000
| Kandidát | Kandidát          | Volební strana | Navrhující strana | Politická příslušnost | Počet hlasů (1. kolo) | %     | Počet hlasů (2. kolo) | %     |
| -------- | ----------------- | -------------- | ----------------- | --------------------- | --------------------- | ----- | --------------------- | ----- |
|          | Ing. Robert Kolář | 4KOALICE       | US                | US                    | 11 039                | 28,72 | 17 359                | 58,10 |
|          | Jan Kavan         | ČSSD           | ČSSD              | ČSSD                  | 11 644                | 30,30 | 12 517                | 41,89 |
|          | Ing. Václav Šmíd  | KSČM           | KSČM              | KSČM                  | 5 503                 | 14,32 | —                     | —     |
|          | Ing. Jan Tesař    | ODS            | ODS               | ODS                   | 5 376                 | 13,99 | —                     | —     |
|          | Vladimír Komínek  | NK             | NK                | BEZPP                 | 3 984                 | 10,36 | —                     | —     |
|          | MUDr. Oto Košta   | ČSNS           | ČSNS              | BEZPP                 | 878                   | 2,28  | —                     | —     |

### Rok 2006
| Kandidát | Kandidát             | Volební strana | Navrhující strana | Politická příslušnost | Počet hlasů (1. kolo) | %     | Počet hlasů (2. kolo) | %     |
| -------- | -------------------- | -------------- | ----------------- | --------------------- | --------------------- | ----- | --------------------- | ----- |
|          | Božena Sekaninová    | ČSSD           | ČSSD              | ČSSD                  | 16 091                | 36,93 | 14 151                | 57,36 |
|          | Mgr. Ivana Hemerková | ODS            | ODS               | ODS                   | 11 279                | 25,89 | 10 518                | 42,63 |
|          | Ing. Jaroslav Čížek  | KSČM           | KSČM              | KSČM                  | 5 150                 | 11,82 | —                     | —     |
|          | Ing. Petr Kousal     | KDU-ČSL        | KDU-ČSL           | KDU-ČSL               | 4 888                 | 11,22 | —                     | —     |
|          | Vladimír Hučín       | KONS           | KONS              | KAN                   | 4 838                 | 11,10 | —                     | —     |
|          | Ing. Vladimír Trunda | ČP             | ČP                | ČP                    | 1 315                 | 3,01  | —                     | —     |

### Rok 2012
| Kandidát | Kandidát                 | Volební strana | Navrhující strana | Politická příslušnost | Počet hlasů (1. kolo) | %     | Počet hlasů (2. kolo) | %     |
| -------- | ------------------------ | -------------- | ----------------- | --------------------- | --------------------- | ----- | --------------------- | ----- |
|          | Božena Sekaninová        | ČSSD           | ČSSD              | ČSSD                  | 14 184                | 42,65 | 12 313                | 73,30 |
|          | PaedDr. Jaroslav Šlambor | KSČM           | KSČM              | KSČM                  | 6 311                 | 18,98 | 4 483                 | 26,69 |
|          | MUDr. Aleš Nevrla        | TOP 09, STAN   | TOP 09            | BEZPP                 | 4 303                 | 12,94 | —                     | —     |
|          | Ing. Pavel Horák         | KDU-ČSL        | KDU-ČSL           | KDU-ČSL               | 4 234                 | 12,73 | —                     | —     |
|          | Mgr. Ladislav Županič    | ODS            | ODS               | BEZPP                 | 4 216                 | 12,68 | —                     | —     |

### Rok 2018
| Kandidát | Kandidát                      | Volební strana | Navrhující strana | Politická příslušnost | Počet hlasů (1. kolo) | %     | Počet hlasů (2. kolo) | %     |
| -------- | ----------------------------- | -------------- | ----------------- | --------------------- | --------------------- | ----- | --------------------- | ----- |
|          | MUDr. Jitka Chalánková        | NK             | NK                | BEZPP                 | 5 370                 | 12,68 | 8 472                 | 59,85 |
|          | Božena Sekaninová             | ČSSD           | ČSSD              | ČSSD                  | 7 913                 | 18,68 | 5 682                 | 40,14 |
|          | Irena Blažková                | ANO            | ANO               | ANO                   | 5 365                 | 12,67 | —                     | —     |
|          | Mgr. Jaroslav Fidrmuc         | KDU-ČSL        | KDU-ČSL           | KDU-ČSL               | 5 208                 | 12,30 | —                     | —     |
|          | PaedDr. Jan Krchňavý          | PV             | PV                | BEZPP                 | 3 425                 | 8,08  | —                     | —     |
|          | pplk. v.z. MUDr. Marek Obrtel | ČSNS           | ČSNS              | BEZPP                 | 3 356                 | 7,92  | —                     | —     |
|          | Mgr. Dagmar Halašová          | ODS            | ODS               | ODS                   | 3 289                 | 7,76  | —                     | —     |
|          | Ing. Pavel Dopita, LL.M., MBA | SPD            | SPD               | SPD                   | 2 631                 | 6,21  | —                     | —     |
|          | Zuzana Böhmová                | KSČM           | KSČM              | KSČM                  | 2 619                 | 6,18  | —                     | —     |
|          | Pavel Makový                  | MZH            | MZH               | BEZPP                 | 1 681                 | 3,97  | —                     | —     |
|          | Mgr. Petr Michek              | Moravané       | Moravané          | BEZPP                 | 1 484                 | 3,50  | —                     | —     |

### Rok 2024
Ve volbách v roce 2024 již nezávislá senátorka Jitka Chalánková neobhajovala svůj mandát. Za KDU-ČSL kandidovala podnikatelka Hana Pospíšilíková. Kandidátem koalice SPD a Trikolora s podporou stran PRO 2022, KSČM, SD-SN a ČSNS byl zastupitel města Prostějov Pavel Dopita, který v tomto obvodu kandidoval již ve volbách v roce 2018. Do Senátu PČR kandidovali také primátor Prostějova František Jura z hnutí ANO a 1. náměstkyně primátora Milada Sokolová, která kandidovala za koalici ODS a hnutí OPAT. Kandidátkou koalice, kterou tvořili Zelení a hnutí STAN a SEN 21, byla ekonomka Hana Naiclerová. O post senátora usiloval také advokát a kandidát hnutí JaSaN Miroslav Burget.
Do druhého kola postoupili František Jura a Pavel Dopita.
| Kandidát | Kandidát                        | Volební strana       | Navrhující strana | Politická příslušnost | Počet hlasů (1. kolo) | %     | Počet hlasů (2. kolo) | %     |
| -------- | ------------------------------- | -------------------- | ----------------- | --------------------- | --------------------- | ----- | --------------------- | ----- |
|          | Mgr. František Jura, MBA, LL.M. | ANO                  | ANO               | ANO                   | 12 502                | 41,98 | 8 718                 | 72,43 |
|          | Ing. Pavel Dopita, LL.M., MBA   | SPD, Trikolora       | SPD               | SPD                   | 4 004                 | 13,44 | 3 318                 | 27,56 |
|          | Ing. Hana Naiclerová, MBA       | Zelení, STAN, SEN 21 | STAN              | STAN                  | 3 889                 | 13,05 | —                     | —     |
|          | Ing. Bc. Milada Sokolová        | ODS, OPAT            | ODS               | ODS                   | 3 842                 | 12,90 | —                     | —     |
|          | Ing. Hana Pospíšilíková         | KDU-ČSL              | KDU-ČSL           | BEZPP                 | 3 553                 | 11,93 | —                     | —     |
|          | Mgr. Miroslav Burget            | JaSaN                | JaSaN             | BEZPP                 | 1 998                 | 6,67  | —                     | —     |

## Volební účast
|  | nejvyšší volební účast |  | nejnižší volební účast |

| Rok  | % (1. kolo) | % (2. kolo) |
| ---- | ----------- | ----------- |
| 1996 | 35,93       | 33,74       |
| 2000 | 39,98       | 29,25       |
| 2006 | 46,50       | 23,75       |
| 2012 | 35,65       | 16,23       |
| 2018 | 43,43       | 13,82       |
| 2024 | 30,47       | 12,15       |